# Old Friends (àlbum de Simon and Garfunkel de 1997)
|  | «Old Friends (àlbum de Simon and Garfunkel)» redirigeix aquí. Vegeu-ne altres significats a «Old Friends: Live on Stage». |

Old Friends és un àlbum recopilatori de cançons del duet estatunidenc Simon and Garfunkel publicat el 1997. L'antologia de tres discos recull la majoria de les obres més conegudes del grup, i també inclou algunes versions que havien estat descartades per altres treballs. Algunes d'aquestes cançons descartades van aparèixer també en les dues republicacions dels cinc àlbums d'estudi de Simon and Garfunkel, així com en la caixa recopilatòria The Columbia Studio Recordings (1964-1970).